# Hampshire (race porcine)
Pour les articles homonymes, voir Hampshire.
Le hampshire est une race porcine américaine issue d'animaux importés du comté de l'Hampshire en Angleterre. Il s'agit d'une des premières races américaines, qui après un début de développement lent a vu ses effectifs s'accroître fortement à partir des années 1930, quand les consommateurs se sont tournés vers une viande maigre. Cette race de cochon à très faible teneur en gras est alors devenu idéale pour satisfaire leur demande.
Ce cochon se caractérise par sa couleur noire avec une ceinture blanche, intégrant les deux pattes avant. Les éleveurs se sont d'ailleurs parfois un peu attardés sur ce motif, privilégiant une couleur parfaite à des caractères plus utiles lors de leur sélection des reproducteurs. La race présente une croissance modeste et une faible prolificité, mais reste populaire aux États-Unis et dans le reste du monde où elle participe aux croisements industriels grâce à l'incroyable qualité de ses carcasses.

## Origine
Le porc hampshire est originaire du sud de l’Écosse et du nord de l’Angleterre, où il est autrefois connu sous le nom de « old english breed ». On lui reproche à l’époque sa grande taille, les animaux étant en ce temps-là abattus à des poids faibles, mais on lui associe une grande vigueur et une bonne prolificité. Certains de ces cochons sont importés aux États-Unis entre 1825 et 1835 en provenance du comté du Hampshire en Angleterre. Ils y sont parfois connus sous le nom de « porc de McKay » du nom d’un homme qui aurait participé à leur importation, et sont pour la plupart élevés dans le Kentucky.
C’est dans cette région qu’ils gagnent en popularité, notamment du fait de leur prolificité, de leur vigueur et de la qualité de leur carcasse. Des bouchers de l’Ohio viennent régulièrement acheter ces porcs, que l’on appelle communément « Thin rind », dans le Kentucky. En 1893, quelques éleveurs décident de se regrouper afin d’assurer le maintien de la pureté de la race. Afin d’unifier les très diverses appellations dont il fait l’objet, on décide de renommer la race en race hampshire en 1904.
Le hampshire se développe petit à petit au sein de la Corn Belt dans les années 1910 et 1920, et devient particulièrement populaire à partir des années 1930. La race a en partie conservé cette popularité au fil du temps, est encore largement utilisée par les éleveurs américains aujourd'hui malgré l'arrivée d'autres races de porcs industriels particulièrement performantes.

## Description
Le hampshire se caractérise par sa ceinture blanche continue, qui intègre les deux pattes avant pour se rejoindre au niveau de la pointe des épaules. Cette ceinture est de largeur moyenne. Ce porc présente également une tête longue, droite et étroite, portant deux oreilles dressées de petite taille. Il n'a jamais atteint la taille impressionnante de certaines races, mais reste satisfaisant de ce point de vue.

## Aptitudes
Le hampshire est à l'origine réputé pour ses aptitudes à se nourrir au pâturage, même il a su s'adapter à la vie en bâtiments industriels et donc aux modes d'élevage modernes. Ils sont très appréciés pour la qualité de leur carcasse, leur faible teneur en gras et le fort pourcentage de viande maigre qu'ils présentent. Peu de races présentent des carcasses de la qualité de celles du hampshire. Ce sont d'ailleurs ces qualités qui ont valu à la race son succès aux États-Unis, où il s'est fortement développé quand les consommateurs se sont orientés vers une viande plus maigre. Par contre, on rencontre un gène dénommé RN- chez certains animaux de la race qui cause une perte de qualité de la viande. En effet, ce gène est responsable de l'augmentation des réserves en glycogène, ce qui favorise de très faibles teneurs en gras, mais va également de pair avec une viande trop acide, qui perd beaucoup d'eau lors de la cuisson.
Du point de vue des qualités maternelles, le hampshire se montre moins performant. Les truies sont peu prolifiques avec seulement 7,5 à 8 porcelets par portée. Elles sont par contre réputées pour leur longévité. Il pêche également par ses mauvaises performances de croissance.
Le hampshire est typiquement une race utilisée pour produire des verrats terminaux de race pure ou croisés, du fait de ces très bonnes qualités de carcasse, qui a une très bonne composition (peu de gras et beaucoup de viande maigre).

## Sélection
La race a longtemps été sélectionnée sur une parfaite répartition des couleurs, permettant d’assurer la pureté de la race. Toutefois cette répartition a une héritabilité faible et de nombreux porcelets ne présentent pas le motif souhaité. Longtemps, ces porcelets aux performances parfois intéressantes ont été éliminés. Aujourd’hui de petits écarts aux standards sont tolérés, car pour rattraper le retard par rapport à d’autres races, il est important de réaliser une sélection plus draconienne sur des facteurs d’utilité, qui intéressent les producteurs commerciaux, comme notamment la croissance et la conformation

## Diffusion
Bien qu'originaire d'Angleterre, c'est aux États-Unis que le hampshire s'est développé. Une très grande majorité de la population se trouve dans ce pays, où c'est actuellement la quatrième race américaine en termes d’effectifs.
Ailleurs, le hampshire est très peu élevé en race pure, mais participe à des croisements industriels pour fournir les élevages en verrats terminaux. Les porcs dont il est originaire en Angleterre ont évolué vers le Wessex Saddleback, race à la coloration similaire et aux oreilles tombantes.